# 1860
Il 1860 (MDCCCLX in numeri romani) è un anno bisestile del XIX secolo.

## Eventi
- Milano arriva a 200 000 abitanti.
- Nei pressi di Arona (NO), viene ritrovata la prima palafitta in territorio italiano, importante testimonianza della presenza della Cultura della Terramare in Piemonte. Il sito degli scavi è compreso nel Parco naturale dei Lagoni di Mercurago.
- Jean-Joseph-Étienne Lenoir brevetta e costruisce il primo motore a combustione interna della storia: una macchina termica a due tempi funzionante a gas che, sotto il profilo teorico, percorre un ciclo termodinamico che ha poi preso il nome di ciclo Lenoir.
- 21 gennaio – Cavour ritorna alla guida del governo.
- 28 gennaio – Viene firmato il Trattato di Managua tra la Gran Bretagna e il Nicaragua.
- 11-12 marzo – plebisciti a favore dell'annessione al Regno di Sardegna del Granducato di Toscana e delle Legazioni dell'Emilia e della Romagna, dopo quelli dei ducati di Modena e di Parma, (rispettivamente fra il 14-21 agosto e l'11-12 settembre 1859).
- 24 marzo – Trattato di Torino: Cessione della Contea di Nizza e della Savoia alla Francia (previo referendum), a seguito del plebiscito e dell'annessione dell'ex Granducato Toscano (in luogo del regno autonomo concordato).
- 5 maggio – Due piroscafi (il Piemonte ed il Lombardo), apparentemente rubati alla Società di Navigazione Rubattino, con a bordo circa 1.088 uomini guidati da Giuseppe Garibaldi salpano da Quarto, presso Genova, diretti verso la Sicilia insorta al motto di Italia e Vittorio Emanuele. L'evento passerà alla storia come l'inizio della Spedizione dei Mille.
- 11 maggio – Giuseppe Garibaldi sbarca a Marsala con i Mille.
- 15 maggio – Battaglia di Calatafimi: Prima battaglia nel corso della Spedizione dei Mille; i Garibaldini affrontano e sconfiggono i militari dell'esercito delle Due Sicilie.
- 6 giugno – Garibaldi installa a Palermo un governo provvisorio presieduto da Francesco Crispi.
- 25 giugno – Si costituisce a Napoli un governo costituzionale del Regno delle Due Sicilie presieduto da Antonio Spinelli di Scalea.
- 20 luglio – Battaglia di Milazzo: L'esercito delle Due Sicilie, sconfitto dai Garibaldini, lascia la Sicilia.
- 18 agosto – A Potenza il moto insurrezionale lucano dichiara decaduto Francesco II di Borbone e dichiara l'Unità d'Italia.
- 19 agosto – Garibaldi attraversa lo stretto di Messina.
- 21 agosto – Ad Altamura il movimento insurrezionale barese dichiara decaduto Francesco II di Borbone e dichiara l'Unità d'Italia.
- 30 agosto – Un forte contingente dell'esercito borbonico, guidato dal generale Ghio, si arrende senza combattere a Soveria Mannelli, in Calabria.
- 3 settembre – Inizia la prima conferenza mondiale di chimica, il Congresso di Karlsruhe che si concluderà il 5 settembre.
- 7 settembre – Garibaldi, praticamente senza scorta, entra a Napoli accolto da liberatore. Il giorno prima Francesco II si era rifugiato a Gaeta.
- 16 settembre – Battaglia di Castelfidardo: Le truppe piemontesi condotte dai Generali Enrico Cialdini e Manfredo Fanti  sconfiggono quelle pontificie condotte dal Generale Lamoricière; queste ultime si rifugiano ad Ancona che viene assediata anche dal mare ad opera della flotta piemontese dell'Ammiraglio Carlo Pellion di Persano.
- 26 settembre – Giosuè Carducci ottiene la cattedra di letteratura italiana all'Università di Bologna
- 29 settembre – Ancona capitola dopo l'assedio seguito alla battaglia di Castelfidardo. Lo Stato Pontificio perde le Marche e l'Umbria.
- 1º ottobre – Battaglia del Volturno: L'esercito delle Due Sicilie è sconfitto definitivamente dai Garibaldini.
- 26 ottobre – storico incontro tra Giuseppe Garibaldi e Vittorio Emanuele II a Teano (CE), con cui si conclude la spedizione dei Mille: il generale consegna il controllo delle province siciliane e napoletane al re di Sardegna.
- 20 dicembre – La Carolina del Sud diventa il primo stato a secedere dagli Stati Uniti.

## Nati
Ci sono circa 630 voci su persone nate nel 1860; vedi la pagina Nati nel 1860 per un elenco descrittivo o la categoria Nati nel 1860 per un indice alfabetico.

## Morti
Ci sono circa 280 voci su persone morte nel 1860; vedi la pagina Morti nel 1860 per un elenco descrittivo o la categoria Morti nel 1860 per un indice alfabetico.

## Calendario
| Calendario 1860 | Calendario 1860 | Calendario 1860 | Calendario 1860 | Calendario 1860 | Calendario 1860 | Calendario 1860 | Calendario 1860 | Calendario 1860 | Calendario 1860 | Calendario 1860 | Calendario 1860 | Calendario 1860 | Calendario 1860 | Calendario 1860 | Calendario 1860 | Calendario 1860 | Calendario 1860 | Calendario 1860 | Calendario 1860 | Calendario 1860 | Calendario 1860 | Calendario 1860 | Calendario 1860 | Calendario 1860 | Calendario 1860 | Calendario 1860 | Calendario 1860 | Calendario 1860 | Calendario 1860 | Calendario 1860 | Calendario 1860 | Calendario 1860 |
| --------------- | --------------- | --------------- | --------------- | --------------- | --------------- | --------------- | --------------- | --------------- | --------------- | --------------- | --------------- | --------------- | --------------- | --------------- | --------------- | --------------- | --------------- | --------------- | --------------- | --------------- | --------------- | --------------- | --------------- | --------------- | --------------- | --------------- | --------------- | --------------- | --------------- | --------------- | --------------- | --------------- |
|                 | 1               | 2               | 3               | 4               | 5               | 6               | 7               | 8               | 9               | 10              | 11              | 12              | 13              | 14              | 15              | 16              | 17              | 18              | 19              | 20              | 21              | 22              | 23              | 24              | 25              | 26              | 27              | 28              | 29              | 30              | 31              |                 |
| Gennaio         | Do              | Lu              | Ma              | Me              | Gi              | Ve              | Sa              | Do              | Lu              | Ma              | Me              | Gi              | Ve              | Sa              | Do              | Lu              | Ma              | Me              | Gi              | Ve              | Sa              | Do              | Lu              | Ma              | Me              | Gi              | Ve              | Sa              | Do              | Lu              | Ma              |                 |
| Febbraio        | Me              | Gi              | Ve              | Sa              | Do              | Lu              | Ma              | Me              | Gi              | Ve              | Sa              | Do              | Lu              | Ma              | Me              | Gi              | Ve              | Sa              | Do              | Lu              | Ma              | Me              | Gi              | Ve              | Sa              | Do              | Lu              | Ma              | Me              |                 |                 |                 |
| Marzo           | Gi              | Ve              | Sa              | Do              | Lu              | Ma              | Me              | Gi              | Ve              | Sa              | Do              | Lu              | Ma              | Me              | Gi              | Ve              | Sa              | Do              | Lu              | Ma              | Me              | Gi              | Ve              | Sa              | Do              | Lu              | Ma              | Me              | Gi              | Ve              | Sa              |                 |
| Aprile          | Do              | Lu              | Ma              | Me              | Gi              | Ve              | Sa              | Do              | Lu              | Ma              | Me              | Gi              | Ve              | Sa              | Do              | Lu              | Ma              | Me              | Gi              | Ve              | Sa              | Do              | Lu              | Ma              | Me              | Gi              | Ve              | Sa              | Do              | Lu              |                 |                 |
| Maggio          | Ma              | Me              | Gi              | Ve              | Sa              | Do              | Lu              | Ma              | Me              | Gi              | Ve              | Sa              | Do              | Lu              | Ma              | Me              | Gi              | Ve              | Sa              | Do              | Lu              | Ma              | Me              | Gi              | Ve              | Sa              | Do              | Lu              | Ma              | Me              | Gi              |                 |
| Giugno          | Ve              | Sa              | Do              | Lu              | Ma              | Me              | Gi              | Ve              | Sa              | Do              | Lu              | Ma              | Me              | Gi              | Ve              | Sa              | Do              | Lu              | Ma              | Me              | Gi              | Ve              | Sa              | Do              | Lu              | Ma              | Me              | Gi              | Ve              | Sa              |                 |                 |
| Luglio          | Do              | Lu              | Ma              | Me              | Gi              | Ve              | Sa              | Do              | Lu              | Ma              | Me              | Gi              | Ve              | Sa              | Do              | Lu              | Ma              | Me              | Gi              | Ve              | Sa              | Do              | Lu              | Ma              | Me              | Gi              | Ve              | Sa              | Do              | Lu              | Ma              |                 |
| Agosto          | Me              | Gi              | Ve              | Sa              | Do              | Lu              | Ma              | Me              | Gi              | Ve              | Sa              | Do              | Lu              | Ma              | Me              | Gi              | Ve              | Sa              | Do              | Lu              | Ma              | Me              | Gi              | Ve              | Sa              | Do              | Lu              | Ma              | Me              | Gi              | Ve              |                 |
| Settembre       | Sa              | Do              | Lu              | Ma              | Me              | Gi              | Ve              | Sa              | Do              | Lu              | Ma              | Me              | Gi              | Ve              | Sa              | Do              | Lu              | Ma              | Me              | Gi              | Ve              | Sa              | Do              | Lu              | Ma              | Me              | Gi              | Ve              | Sa              | Do              |                 |                 |
| Ottobre         | Lu              | Ma              | Me              | Gi              | Ve              | Sa              | Do              | Lu              | Ma              | Me              | Gi              | Ve              | Sa              | Do              | Lu              | Ma              | Me              | Gi              | Ve              | Sa              | Do              | Lu              | Ma              | Me              | Gi              | Ve              | Sa              | Do              | Lu              | Ma              | Me              |                 |
| Novembre        | Gi              | Ve              | Sa              | Do              | Lu              | Ma              | Me              | Gi              | Ve              | Sa              | Do              | Lu              | Ma              | Me              | Gi              | Ve              | Sa              | Do              | Lu              | Ma              | Me              | Gi              | Ve              | Sa              | Do              | Lu              | Ma              | Me              | Gi              | Ve              |                 |                 |
| Dicembre        | Sa              | Do              | Lu              | Ma              | Me              | Gi              | Ve              | Sa              | Do              | Lu              | Ma              | Me              | Gi              | Ve              | Sa              | Do              | Lu              | Ma              | Me              | Gi              | Ve              | Sa              | Do              | Lu              | Ma              | Me              | Gi              | Ve              | Sa              | Do              | Lu              |                 |